# كارلوس بوكانيغرا
كارلوس بوكانيغرا (بالإنجليزية: Carlos Bocanegra)، من مواليد 25 مايو 1979 في أبلاند في كاليفورنيا في الولايات المتحدة الأمريكية، لاعب كرة قدم أمريكي.
بدأ مسيرته الكروية مع نادي شيكاغو فاير في عام 2000، ولعب معهم حتى عام 2004، وشارك معهم في 87 مباراة وسجل 5 أهداف، ومنذ عام 2004 وهو يلعب مع نادي فولهام الإنجليزي.
وقد بدأ باللعب مع منتخب الولايات المتحدة لكرة القدم في عام 2001.

## النشأة
ولد بوكانيجرا في أبلاند، كاليفورنيا في 25 مايو 1979. نشأ في ألتا لوما، رانشو كوكامونجا، كاليفورنيا، حيث التحق بمدرسة ألتا لوما الثانوية . لديه أخ واحد، دييغو، الذي لعب كرة القدم في جامعة جراند كانيون، وجامعة كاليفورنيا (ويشغل دييغو حاليًا منصب المدير الفني لفريق كرة القدم للسيدات بجامعة هيوستن  والدهما مانويل من أصل مكسيكي. أثناء حضوره في جامعة كاليفورنيا، درس بوكانيغرا التاريخ والجغرافيا. قبل التحاقه بجامعة كاليفورنيا في لوس أنجلوس، حصل بوكانيغرا على منح دراسية لكرة القدم الأمريكية لكنه اختار كرة القدم، التي كان يعتقد أن يختارها كمهنة. تم وضعه في قاعة مشاهير ألعاب القوى في جامعة كاليفورنيا في لوس أنجلوس في عام 2013.

## مسيرته مع الأندية

### شيكاغو فاير
بعد لعب كرة القدم الجامعية في UCLA، وقع بوكانيجرا عقد مع Project-40 في الدوري الأمريكي وتمت صياغته بواسطة شيكاغو فاير مع الاختيار العام الرابع في 2000 MLS SuperDraft . قضى معظم العام مع فاير، حيث لعب مباراتين على سبيل الإعارة مع Project 40. فاز بجائزة أفضل لاعب مستجد في الدوري الأمريكي عن فريق وصل إلى مباراة بطولة الدوري الأمريكي وفاز بكأس الولايات المتحدة المفتوحة. أصبح أحد أفضل المدافعين في الدوري الأمريكي، وأصبح أول لاعب يفوز بجائزة مدافع العام مرتين، في عامي 2002 و 2003. سجل بوكانيجرا خمسة أهداف وصنع ثمانية في أربع سنوات قضاها في الدوري الأمريكي.

### فولهام
وقع بوكانيجرا من قبل فولهام في يناير 2004، وسرعان ما أصبح المفضل لدى المعجبين، وحصل على ألقاب Jackal و Black Snake. مع فولهام، لعب بوكانيجرا بشكل أساسي كقلب دفاع، ولكن أيضًا كظهير أيسر ولفترة وجيزة كلاعب خط وسط. خلال موسم 2006-07 في الدوري الممتاز كان ثاني أفضل هدافي فولهام برصيد خمسة أهداف خلف زميله الأمريكي بريان ماكبرايد. في 1 سبتمبر 2007، قاد بوكانيجرا فريق فولهام لأول مرة في مباراة في الدوري الإنجليزي الممتاز، بعد تعادله 3-3 مع توتنهام هوتسبر. في 15 سبتمبر 2007 ، ظهر للمرة المائة في الدوري الإنجليزي الممتاز، كل ذلك مع فولهام ، ضد ويجان أثليتيك. أطلق فولهام سراحه في 23 مايو 2008.

### رين
وقع بوكانيجرا مع رين الفرنسي في يونيو 2008. حصل على القميص رقم 3، وهو رقمه للولايات المتحدة. كان أداء بوكانيغرا جيدًا في موسمه الأول في فرنسا، حيث ظهر في جميع مباريات الدوري الـ 38. سجل هدفه الأول في الدوري في 8 مارس 2009، في فوز ستاد رين 2-0 على أوكسير. كما أنه سجل هدفًا في مباراة في كأس الاتحاد الأوروبي وبدأ جميع مباريات النادي في كوبيه دي فرانس . وشمل ذلك نهائي كأس فرنسا 2009 في استاد فرنسا في 9 مايو 2009، حيث سجل هدف رين الأول ضد غانغون، في الدقيقة 69.

### سانت إتيان
في 16 يوليو 2010، تم شراء بوكانيغرا من قبل زميله في الدوري الفرنسي سانت إتيان مقابل رسوم تبلغ 400,000 جنيه إسترليني. ارتدى القميص رقم ثلاثة، كما فعل كابتن منتخب الولايات المتحدة خلال كأس العالم 2010. ظهر بوكانيجرا لأول مرة مع النادي، في المباراة الافتتاحية للموسم، بخسارة 3-1 أمام باريس سان جيرمان. في 5 ديسمبر 2010، سجل هدفه الأول للنادي، في تعادل 2-2 ضد بوردو. تابع هدفه الثاني في ديربي دي رون، لكنه لم يستطع مساعدة سانت إتيان على الفوز، حيث خسروا 4-1. غالبًا ما يستخدم بوكانيغرا في دخول وخروج الفريق الأول في موسمه الأول. في مباراة ضد نيس، في 17 أكتوبر 2010، تعرض بوكانيجرا لإصابة في الرقبة، مما أبعده عن الملاعب لمدة ثلاثة أسابيع.
في موسم 2011-12، تولى بوكانيغرا القيادة مؤقتًا بعد غياب لويك بيرين، في المباراة الافتتاحية للموسم، حيث فازت سانت إتيان 2-1 على بوردو. تبين أن هذا هو مظهره الوحيد. كان مرتبطًا بانتقاله إلى رينجرز، لكن سانت إتيان حذرته من أنهم لن يبيعوه.

### رينجرز
في 17 أغسطس 2011 ، انضم بوكانيجرا إلى فريق رينجرز في الدوري الاسكتلندي الممتاز ، حيث وقع عقدًا لمدة ثلاث سنوات مقابل رسوم غير معلنة. ظهر بوكانيجرا لأول مرة مع رينجرز ضد إن كي ماريبور في 18 أغسطس 2011 ، في تصفيات الدوري الأوروبي . تسببت مشاركته في هذه المباراة في وقت لاحق في الجدل عندما قدم ماريبور شكوى إلى الاتحاد الأوروبي لكرة القدم بشأن أهلية ظهور بوكانيجرا ، متسائلاً عما إذا كان لديه التصريح المطلوب والأوراق. ورفض الاتحاد الأوروبي لكرة القدم الاحتجاج في 24 أغسطس لأن ماريبور لم تقدمه في غضون 24 ساعة من المباراة. وصف رئيس النادي لاحقًا الشكوى التي قدمتها ماريبور بخصوص أهلية بوكانيجرا بأنها "مؤذية مثيرة للشفقة". سجل هدفه الأول لفريق رينجرز في مباراة الإياب من مواجهة ماريبور حيث تحطم رينجرز بنتيجة 3-2 في مجموع المباراتين.
سجل بوكانيجرا هدفه الأول في الدوري للنادي في 24 سبتمبر ضد فريق دنفرملاين أتليتيك في الفوز 4-0. جاء هدفه الثاني بعد ثلاثة أشهر ، في 17 ديسمبر 2011 ، خلال الفوز 2-1 على إينفيرنيس كالدونيان ثيسل . سرعان ما أصبح بوكانيجرا مفضلًا لدى الجماهير بعد سلسلة من العروض القوية والمثيرة للإعجاب إلى جانب شريكه في قلب الدفاع ، Dorin Goian. أطلق عليه مشجعو رينجرز لقب كابتن أمريكا وقاد رينجرز لأول مرة في 8 يناير 2012 ، خلال الفوز 4-0 على أربروث في الكأس الاسكتلندية .
خلال الموسم ، انتقل رينجرز إلى الإدارة بسبب مشاكل مالية ونزاع مع HMRC ، مما أدى إلى خصم 10 نقاط. تحدث بوكانيغرا عن الحدث ، واصفًا إياه بأنه "تجربة مروعة"  وشجع اللاعبين على إثارة الجماهير المحبطة. كما أعرب عن رغبته في البقاء في النادي ، وأصر على أنه سعيد هناك. خلال فوز "Old Firm" 3-2 ، في 25 مارس 2012 ، تلقى بوكانيجرا بطاقة حمراء مباشرة بعد خطأ جورجيوس ساماراس ، وتلقى ركلة جزاء.
بعد أن انتقل فريق رينجرز إلى الإدارة ، في يونيو 2012 ، تم شراء أصول الشركة ، بما في ذلك عقود اللاعبين ، من قبل اتحاد تشارلز غرين . على الرغم من رحيل العديد من اللاعبين بسبب هذا ، كان مستقبل بوكانيجرا غير مؤكد بعد عدم حضوره التدريبات ،  حيث أراد المغادرة من أجل اللعب في مستوى أعلى. بعد بضعة أسابيع ، في 29 يوليو 2012 ، عين ماكويست قائد بوكانيجرا للجولة الأولى من كأس التحدي - الفوز 2-1 على مدينة بريشين . وبعد المباراة أعلن بوكانيجرا عن نيته البقاء وتعهد بعدم الابتعاد عن النادي. ثم شارك في ست مباريات في بداية الموسم. بعد استبعاده من قبل المنتخب الوطني ،  انضم بوكانيجرا إلى راسينغ دي سانتاندير على سبيل الإعارة لمدة موسم في محاولة للحفاظ على مسيرته الدولية حية.

## روابط خارجية
- كارلوس بوكانيغرا على موقع الاتحاد الدولي (مؤرشف)  (الإنجليزية)
- كارلوس بوكانيغرا على موقع الاتحاد الدولي (مؤرشف)  (الإنجليزية)
- كارلوس بوكانيغرا على موقع رابطة كرة القدم الفرنسية للمحترفين (الإنجليزية)
- كارلوس بوكانيغرا على موقع الدوري الأمريكي (الإنجليزية)
- كارلوس بوكانيغرا على موقع قاعدة بيانات كرة القدم.إي يو (الإنجليزية)
- كارلوس بوكانيغرا على موقع ليكيب (الفرنسية)
- كارلوس بوكانيغرا على موقع ناشيونال فوتبول تيمز (الإنجليزية)
- كارلوس بوكانيغرا على موقع Soccerbase.com (لاعب) (الإنجليزية)
- كارلوس بوكانيغرا على موقع Soccerway.com (الإنجليزية)
- كارلوس بوكانيغرا على موقع عالم كرة القدم.نت (الإنجليزية)